# Fleet Air Arm
El Fleet Air Arm (Arma Aèria de la Flota - FAA) és el component de l'aviació naval de la Royal Navy britànica. La FAA és un dels cinc braços armats del Royal Navy. Al 2023 és primàriament una flota d'helicòpters, també opera caces F-35 Lightning II estacionats a portaavions conjuntament amb la Royal Air Force.
La RAF va ser formada el 1918 al costat del Royal Naval Air Service amb el Royal Flying Corps de l'exèrcit britànic. El FAA no es trobà sota el control directe de l'Almirallat fins a mitjans de 1939. Durant la Segona Guerra Mundial, el FAA operà avions a bord de vaixells així com en bases a terra que defensaven les instal·lacions a costa de la Royal Navy.

## Història

### Els inicis
El vol naval britànic va començar el 1909, amb la construcció d'un dirigible per a tasques navals. El 1911, la Royal Navy va graduar els seus primers pilots d'avió al Royal Aero Club volador prop d'Eastchurch, Illa de Sheppey sota la tutela de l'aviador pioner George Bertram Cockburn. Al maig de 1912, l'aviació naval i l'exèrcit es van combinar per convertir-se en el Royal Flying Corps (RFC). L'ala naval de la RFC va durar fins al juliol de 1914 quan la Royal Navy va reformar la seva branca aèria, sota el Departament d'Aire de l'Almirallat, anomenant-lo Royal Naval Air Service (RNAS. Quan va esclatar la Primera Guerra Mundial, l'agost de 1914, el RNAS tenia més avions sota el seu control que el RFC restant. Les funcions del RNAS eren el reconeixement de la flota, patrullar les costes per a vaixells i submarins enemics, atacar el territori costaner enemic i defensar Gran Bretanya dels atacs aeris enemics, juntament amb el desplegament al llarg del front occidental. L'abril de 1918 el RNAS, que en aquest moment comptava amb 67.000 oficials i homes, 2.949 avions, 103 aeronaus i 126 estacions costaneres, es va fusionar amb la RFC per formar la Royal Air Force.

### Braç aeri de la flota
L'1 d'abril de 1924 es va formar el Fleet Air Arm de la Royal Air Force, que engloba aquelles unitats de la RAF que normalment s'embarcaven en portaavions i vaixells de combat. L'any va ser significatiu per a l'aviació naval britànica, ja que només unes setmanes abans de la fundació del Fleet Air Arm, la Royal Navy havia encarregat l'HMS Hermes, el primer vaixell del món dissenyat i construït com a portaavions. Durant els mesos següents, els biplans de reconeixement Fairey IIID del Fleet Air Arm de la RAF van operar davant de l''Hermes, realitzant proves de vol.
El 24 de maig de 1939, el Fleet Air Arm va ser retornat al control de l'Almirallat sota el "Premi Inskip" (anomenat així pel Ministre de Coordinació de Defensa que supervisava el programa de rearmament britànic) i va canviar el nom de Branca Aèria de la Royal Navy. . A l'inici de la Segona Guerra Mundial, el Fleet Air Arm constava de 20 esquadrons amb només 232 avions de primera línia i 191 entrenadors addicionals. Al final de la guerra, la força del Fleet Air Arm era de 59 portaavions, 3.700 avions, 72.000 oficials i homes i 56 estacions aèries navals.

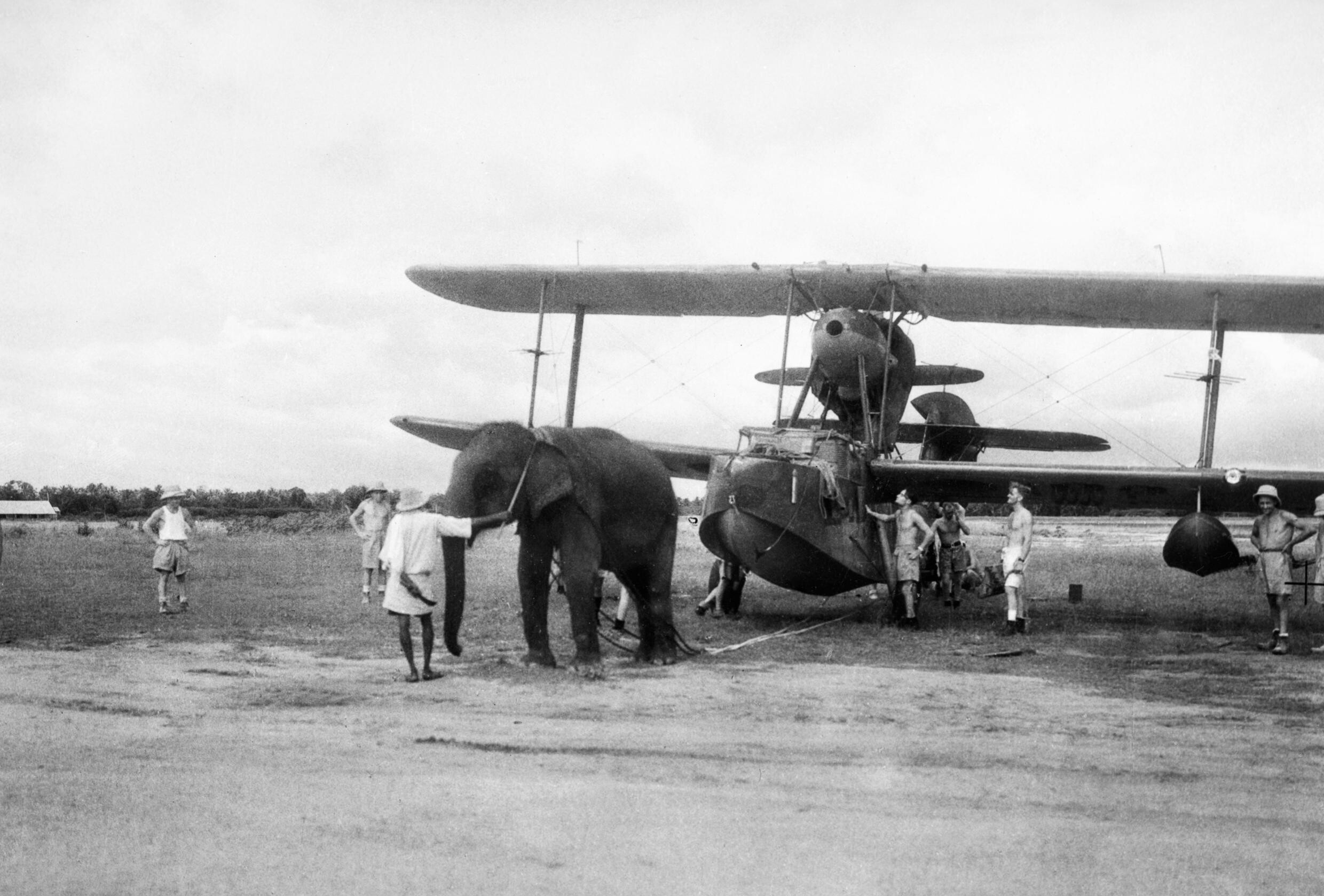
Un elefant que estira un avió Supermarine Walrus a una estació de Fleet Air Arm a l'Índia (c. juny de 1944)

Durant la guerra, el FAA va operar caces, torpediners i avions de reconeixement. Després de l'evacuació de Dunkerque i l'inici de la batalla d'Anglaterra, la Royal Air Force aviat es va trobar amb una manca crítica de pilots de caça. L'estiu de 1940, la RAF tenia poc més de 800 pilots de caça i a mesura que l'escassetat de personal empitjorava; la RAF es va dirigir a l'Almirallat per demanar ajuda al Fleet Air Arm. Les tripulacions del Fleet Air Arm sota el comandament de caces de la RAF van ser secundades individualment als esquadrons de caces de la RAF o senceres com passava amb els esquadrons aeris navals 804 i 808. El primer va proporcionar la defensa de les drassanes durant la Batalla d'Anglaterra amb Sea Gladiators.
A les aigües domèstiques britàniques i cap a l'oceà Atlàntic, les operacions contra la navegació i els submarins de l'Eix en suport de la RN van ser muntades pel Comandament Costaner de la RAF amb grans bombarders de patrulla i caces-bombarders terrestres. El portaavions havia substituït el cuirassat com a vaixell capital de la RN i els seus avions eren ara les seves principals armes ofensives. L'as de combat amb més puntuació amb 17 victòries va ser el comandant Stanley Orr, l'as dels Royal Marines va ser Ronald Cuthbert Hay amb 13 victòries. Alguns Royal Marines van ser pilots de la FAA durant la guerra.
Les operacions notables de Fleet Air Arm durant la guerra van incloure la batalla de Tàrent, l'enfonsament del Bismarck, l'intent d'impedir el Channel Dash, l'operació Tungstè contra el Tirpitz i l'operació Meridià contra les plantes petrolieres de Sumatra.

### Història de la postguerra

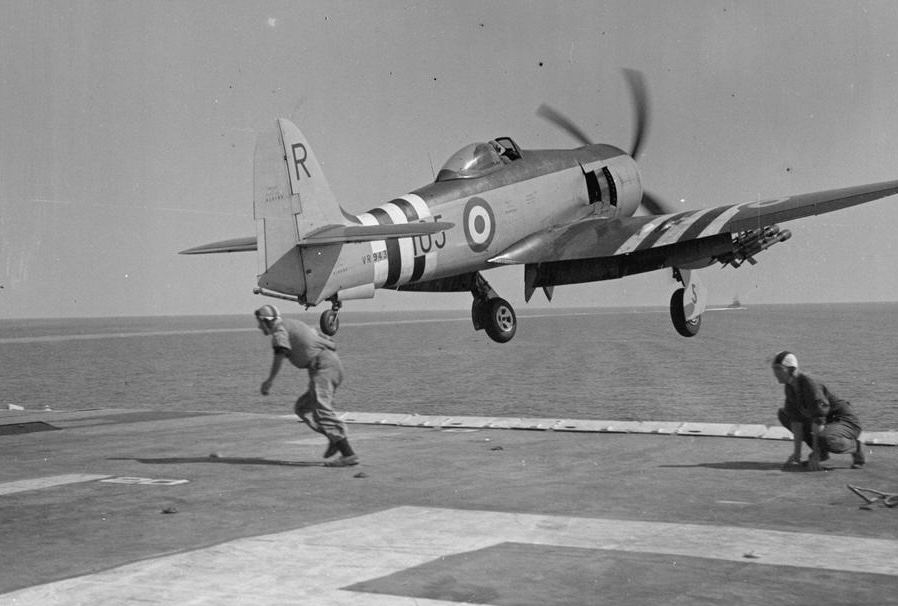
Hawker Sea Fury de l'esquadró 804 llançat des de l' durant la guerra de Corea, juny de 1951

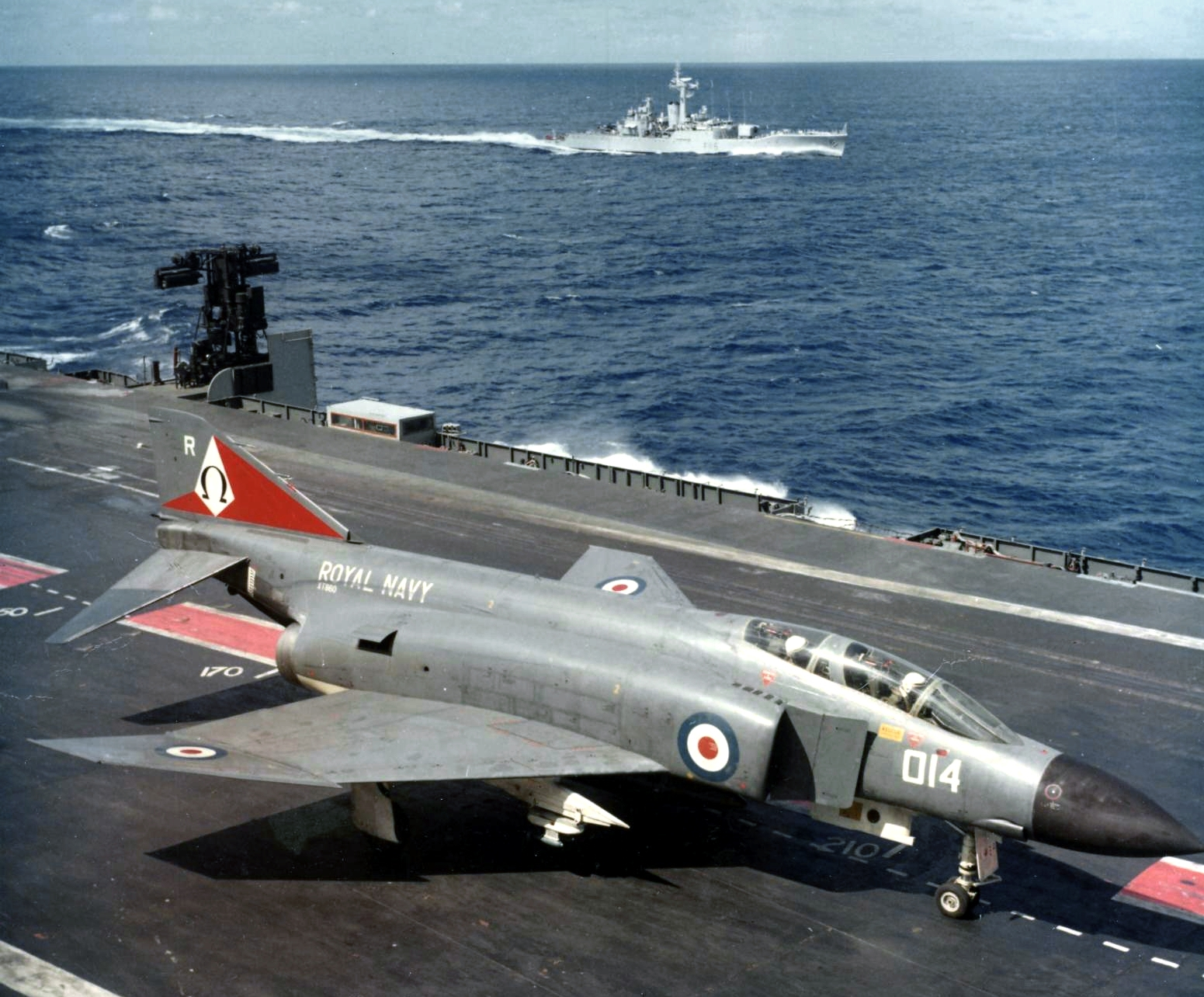
Phantom FG.1 del 892 NAS a bord de l' el 1972

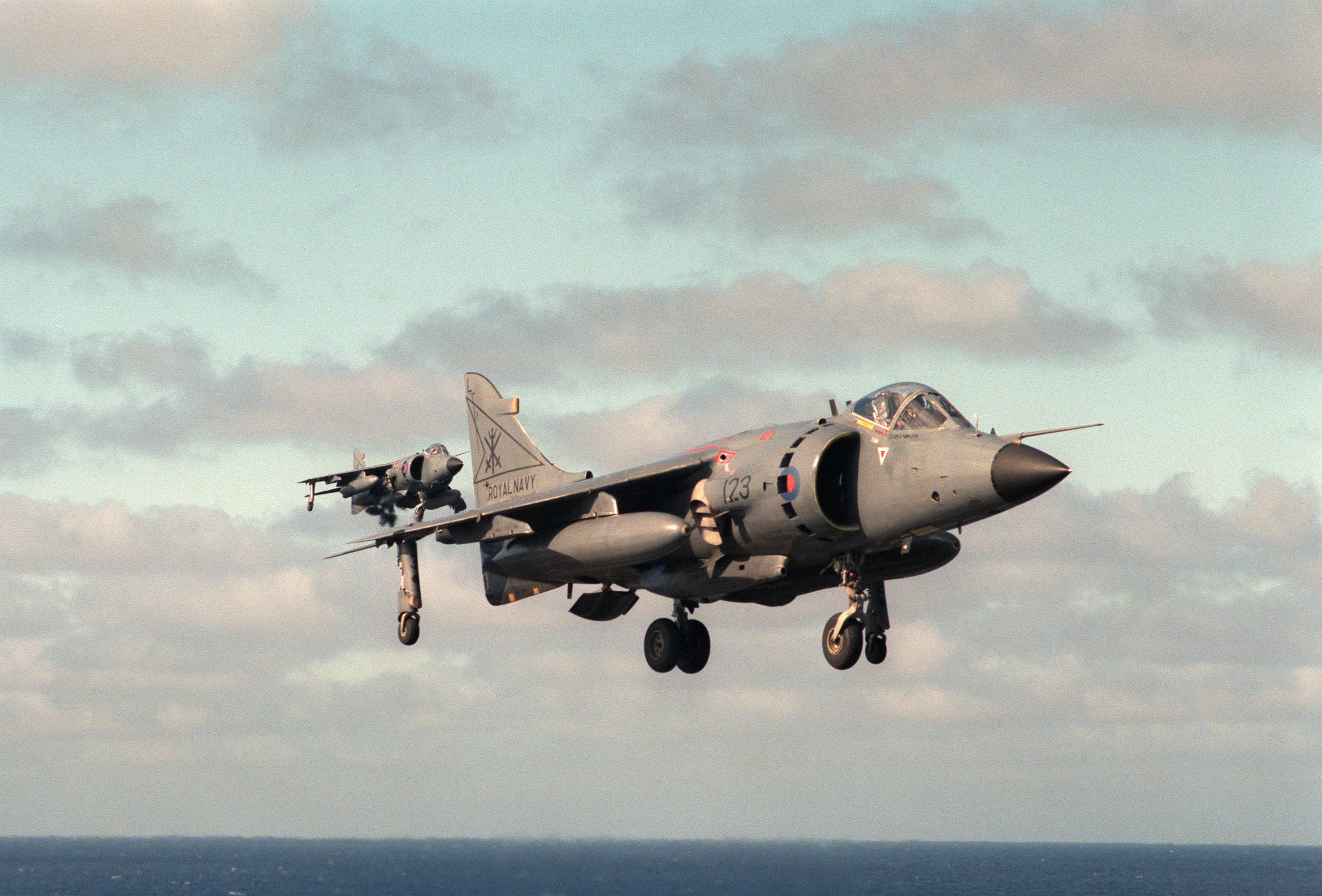
Dos Sea Harriers del 800 Esquadró Naval Aeri s'apropen a la coberta de vol del portaavions de la Marina dels Estats Units el 1984.

Després de la guerra, la FAA necessitava fer volar avions a reacció des dels seus portaavions. Els avions a reacció de l'època eren considerablement menys efectius a velocitats baixes que els avions d'hèlix, però els avions d'hèlix no podien lluitar amb eficàcia contra els reactors a les altes velocitats dels avions a reacció. La FAA va agafar el seu primer jet, el Sea Vampire, a finals dels anys quaranta. El Sea Vampire va ser el primer jet acreditat d'enlairar i aterrar en un portaavions. L'Air Arm va continuar amb avions d'hèlix d'alta potència juntament amb els nous avions a reacció, la qual cosa va fer que la FAA fos lamentablement superada durant la Guerra de Corea. No obstant això, els avions a reacció encara no eren del tot superiors als avions d'hèlix i un vol d'atac terrestre Hawker Sea Furies va fer caure un MiG-15 i en va danyar altres en un enfrontament.
A mesura que els jets es van fer més grans, més potents i més ràpids van requerir més espai per enlairar i aterrar. La Marina dels Estats Units simplement va construir portaavions molt més grans. La Royal Navy va fer construir i completar uns quants grans portaavions després del final de la guerra, però es va buscar una altra solució. Això es va superar en part amb la introducció d'una idea de la Royal Navy per inclinar la coberta de vol lluny de la línia central de manera que l'aterratge de l'avió tingués una clara fugida del parc de la coberta endavant habitual. Una invenció britànica associada, destinada a proporcionar una guia òptica més precisa a l'aeronau quan s'acostaven definitivament a la coberta, va ser l'ajuda d'aterratge òptica de lents de Fresnel. Un altre invent de la Royal Navy va ser l'ús d'una catapulta de vapor per atendre els avions més grossos i pesats (ambdós sistemes van ser adoptats per la Marina dels Estats Units).
Les retallades de defensa a les forces armades britàniques durant les dècades de 1960 i 1970 van provocar la retirada dels portaavions de la Royal Navy existents, la transferència d'avions d'atac d'ala fixa del Fleet Air Arm com el F-4K (FG.1) Phantom II i el Buccaneer S.2 a la Royal Air Force, i cancel·lació de grans portaavions de recanvi, inclòs el disseny CVA-01 . L'últim portaavions convencional que es va retirar va ser l'HMS Ark Royal el 1978. Quan l'HMS Hermes es va convertir el 1980/81 en un portaavions STOVL per operar Sea Harriers, es va instal·lar una "rampa de salt d'esquí" per ajudar a l'enlairament. Una nova sèrie de petits portaavions, els vaixells de guerra antisubmarins de la classe Invencible (coneguts com "creuers a través de coberta") es van construir i equipar amb el Sea Harrier, un derivat de l'avió Hawker Siddeley Harrier VTOL. Aquests portaavions incorporaven una secció cap amunt de la coberta de vol que desviava l'avió cap amunt en el llançament i permetia que el Harrier transportés càrregues més pesades, per exemple en armament, i el sistema es va utilitzar àmpliament a la guerra de les Malvines, tant amb l'Hermes com amb l'Invencible. part del grup de treball. Al final de la Guerra Freda el 1989, el Fleet Air Arm estava sota el comandament de l'Oficial de Bandera del Comandament Aeri Naval, un contraalmirall amb seu a RNAS Yeovilton.
- Oficial de Bandera del Comandament Aeri Naval (FONAC), a RNAS Yeovilton
  - RNAS Prestwick:
    - 819 Esquadró Naval Aeri, (Antisubmarí, 12× Sea King HAS.5)
    - 826 Esquadró Naval Aeri, (Antisubmarí, 12× Sea King HAS.6)
    - HMS Gannet SAR Flight, (Recerca i rescat, 8× Sea King HU.5)

  - RNAS Yeovilton:
    - 707 Esquadró Naval Aeri, (Assalt aeri, 10× Sea King HC.4)
    - 800 Esquadró Naval Aeri, (12× Sea Harrier FA.2)
    - 801 Esquadró Naval Aeri, (12× Sea Harrier FA.2)
    - 845 Esquadró Naval Aeri, (Assalt aeri, 10× Sea King HC.4)
    - 846 Esquadró Naval Aeri, (Assalt aeri, 10× Sea King HC.4)
    - 899 Esquadró Naval Aeri, (Entrenament, 24× Sea Harrier FA.2)
    - Requisits de la flota i unitat de direcció d'aeronaus, (Esquadró d'agressors, Canberra TT.18, Hawker Hunter GA.11)

  - RNAS Culdrose:
    - 705 Esquadró Naval Aeri, (Entrenament bàsic en helicòpter, 38× Gazelle HT.2)
    - 706 Esquadró Naval Aeri, (Entrenament Sea King, 12× diversos tipus de King)
    - 750 Esquadró Naval Aeri, (Entrenament d'observadors, Jetstream T2)
    - 771 Esquadró Naval Aeri, (Recerca i rescat, 12× Sea King HU.5)
    - 814 Esquadró Naval Aeri, (Antisubmarí, 12× Sea King HAS.5)
    - 820 Esquadró Naval Aeri, (Antisubmarí, 12× Sea King HAS.6)
    - 824 Esquadró Naval Aeri, (Antisubmarí, 12× Sea King HAS.6) (disbanded August 1989)
    - 849 Esquadró Naval Aeri, (Alerta primerenca i control aerotransportat, 10× Sea King AEW.2A, 4× Sea King AEW.5)

  - RNAS Portland:
    - 702 Esquadró Naval Aeri, (Formació de la tripulació i manteniment, 24× Lynx HAS.3S)
    - 772 Esquadró Naval Aeri, (Assalt aeri, 10× Sea King HC.4)
    - 810 Esquadró Naval Aeri, (Antisubmarí, 12× Sea King HAS.6)
    - 815 Esquadró Naval Aeri, (Helicòpters de fragates i destructors, 32× Lynx HAS.3S, la majoria desplegats en fragates i destructors al mar)
    - 829 Esquadró Naval Aeri, (Helicòpters de fragates i destructors, 32× Lynx HAS.3S, la majoria desplegats en fragates i destructors al mar sea)

#### Inventari de Fleet Air Arm del 1989
L'inventari del Fleet Air Arm el 1989 constava dels següents avions:
- Avions de combat:
  - 42× Sea Harrier FRS.1/F(A).2
  - 2×/2× Sea Harrier T.4A/T.4N
- Helicòpters:
  - 60+ Sea King HAS.5
  - 31+ Sea King HAS.6
  - 10× Sea King AEW.2A
  - 33× Sea King HC.4
  - 80+ Lynx HAS.3S
  - 23×/8× Gazelle HT.2/HT.3
- Avions d'entrenament:
  - 3× Canberra TT.18
  - 14× Chipmunk T.10
  - 5× Hunter T.8M
  - 12×/9× Hunter GA.11/T8
  - 19× Jetstream T.2
- Enllaç:
  - 16× Dassault Falcon 20 (registrat civil)

### Post Guerra Freda

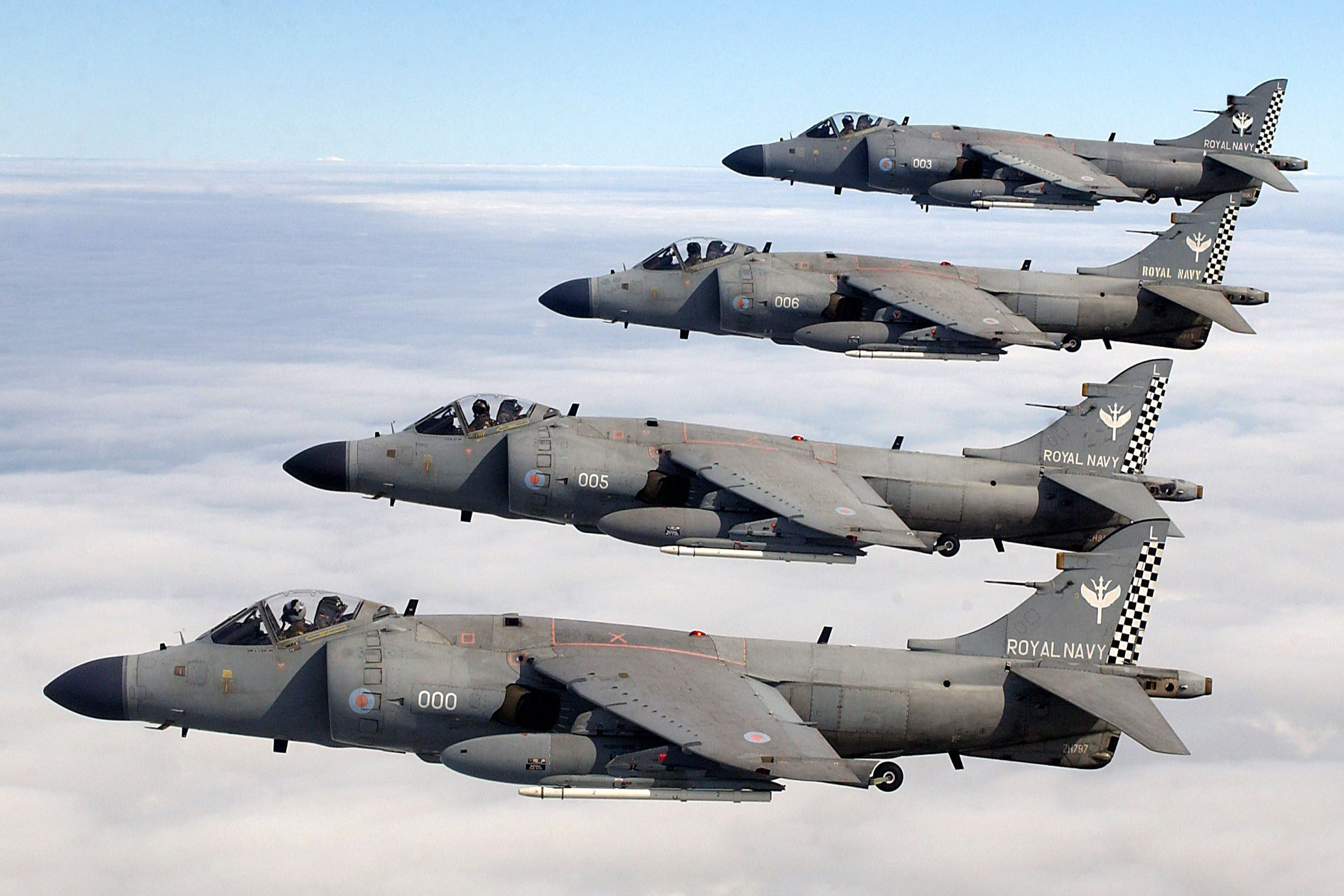
Una formació de quatre Sea Harrier FA.2 de 801 NAS el 2005

L'any 2000 la força Sea Harrier es va fusionar amb la Harrier GR7 de la RAF per formar la Joint Force Harrier. El Fleet Air Arm va començar a retirar el Sea Harrier del servei l'any 2004 amb la dissolució de 800 NAS. El 801 NAS es va dissoldre el 28 de març de 2006 a RNAS Yeovilton (HMS Heron). Aleshores, el 800 i el 801 NAS es van combinar per formar la Naval Strike Wing, volant ex-RAF Harrier GR7 i GR9. L'1 d'abril de 2010, NSW va tornar a la identitat del 800 Esquadró Naval Aeri. El Harrier GR7 i GR9 es van retirar del servei el desembre de 2010 després de la revisió estratègica de defensa i seguretat de 2010.
Es van construir dos nous  portaavions de la classe Queen Elizabeth capaços d'operar la variant d'enlairament i aterratge curt F-35B de l'avió Lockheed Martin Lightning II dels Estats Units. A la revisió estratègica de defensa i seguretat de 2015, es va anunciar que els portaavions entrarien en servei "a partir del 2018". El pla d'adquisicions és per a una força de 138 avions F-35, que estan pensats per ser operats tant per la RAF com per la FAA des d'un grup comú, de la mateixa manera que el Joint Force Harrier. Amb la introducció de l'F-35, el Fleet Air Arm tornarà a l'operació d'avions d'atac d'ala fixa al mar. El 2013, un quadre inicial de pilots de la Royal Air Force i Royal Navy i personal de manteniment d'aeronaus van ser assignats a l'Esquadró 501 (VMFAT-501), d'entrenament d'atac de caça del Cos de Marines dels Estats Units, part de la 33a ala de caça de la Força Aèria dels Estats Units a Base de la Força Aèria d'Eglin, Florida, per a l'entrenament a l'F-35B. El 809 Esquadró Naval Aeri serà la primera unitat de la FAA a operar l'F-35B i tindrà la seu a RAF Marham.

#### Helicòpters
Els helicòpters també es van convertir en plataformes de combat importants des de la Segona Guerra Mundial. Inicialment utilitzats en el paper de recerca i rescat, van ser desenvolupats més tard per a la guerra antisubmarina] i el transport de tropes; durant la crisi de Suez de 1956 es van utilitzar per aterrar les forces del Royal Marine Commando, la primera vegada que això es feia en combat. Originalment operat només amb portaavions, el desenvolupament del Westland Wasp a la dècada de 1960 va permetre als helicòpters operar en tots els vaixells de mida de fragata o més grans. Els helicòpters vespes, Sea Kings i Wessex van tenir un paper actiu a la Guerra de les Malvines de 1982, mentre que els helicòpters Lynx van tenir un paper d'atac contra les patrulleres iraquianes a la Guerra del Golf de 1991 i els Commando Sea King HC4, així com el Lynx HMA Mk 8 de l'HMS Argyll, va ajudar a reprimir les forces rebels en la intervenció britànica a la Guerra Civil de Sierra Leone l'any 2000.

#### Museus
El Fleet Air Arm té un museu prop de RNAS Yeovilton (HMS Heron) a Somerset, Anglaterra, on s'exhibeixen molts dels grans avions històrics pilotats pel Servei, juntament amb avions d'altres fonts. També hi ha un museu Fleet Air Arm dins del Museu de Transport i Tecnologia d'Auckland, Nova Zelanda. A l'exposició hi ha una rèplica de Fairey Swordfish a mida completa, juntament amb objectes històrics i records.

## El FFA avui dia
El 1938, les Ordres 2885 de la Flota de l'Almirallat van anunciar la formació d'una Branca Aèria de la Reserva Naval Reial . Trenta-tres homes solters es van apuntar a divuit mesos d'entrenament de vol a temps complet; tanmateix, abans que aquests primers voluntaris poguessin guanyar les seves ales, Gran Bretanya estava en guerra. Al final de les hostilitats el 1945, l'RNVR(A) tenia 46.000 homes, amb més de 8.000 tripulants. Després de la guerra, la RNVR(A) constava de 12 esquadrons de reserva dedicats, agrupats regionalment en divisions aèries. Tanmateix, les retallades de defensa el 1957 van dissoldre les cinc divisions aèries, i l'any següent la RNVR es va fusionar amb la RNR.
A partir de l'1 de desembre de 2013, el Braç Aeri de la Flota Regular té una força de 5.000 persones, que representa aproximadament el 20% de la força total de la Royal Navy (excloent els Royal Marines).
El cap adjunt de l'estat major naval (aviació i portaavions), el cap professional (i també el contraalmirall Fleet Air Arm), és el contraalmirall Martin Connell a partir del febrer de 2019. Sota els plans del Primer Lord del Mar, l'almirall Tony Radakin, el cap professional del Fleet Air Arm s'ha de canviar aviat a un paper d'una estrella, encapçalat per un Comodor de l'Aire.
Els membres del Fleet Air Arm continuen sent coneguts com a WAFUs. Es diu que WAFU ("wet and f**king useless" – inútils molls i fotuts) deriva en realitat de "Weapon and Fuel Users" ("Usuaris d'armes i combustible"), una categoria de botigues de roba.

### Branca Aèria de Reserva
La branca aèria de l'RNR es va posar en servei a RNAS Yeovilton el 16 de juliol de 1980, i poc després 38 ex*tripulants regulars van començar un entrenament d'actualització. Avui, la branca aèria de RNR inclou aproximadament 250 oficials i qualificacions del servei regular, que cobreixen tots els oficis d'aviació, amb la missió de donar suport al braç aeri de la flota.
La Branca Aèria té les seves arrels a la Branca Aèria de la Reial Reserva de Voluntaris Navals, els membres de la qual van servir amb distinció entre el 1937 i la Segona Guerra Mundial fins al 1950, quan es va dissoldre. Formada el 3 d'abril de 1980, la Branca Aèria es va establir inicialment per proporcionar pilots i observadors addicionals a la Royal Navy, però més tard es va expandir per incloure tots els oficis i especialitzacions del Fleet Air Arm. Avui dia, que inclou uns 320 membres, l'HMS Pegasus és una de les unitats més grans de la Reserva Naval Reial.
El nom HMS Pegasus té una llarga i interessant història a la Royal Navy, que es remunta a l'any 1585. El segon HMS Pegasus va ser comandat pel príncep Guillem Enric, que més tard esdevingué el rei Guillem IV, conegut com el rei mariner. A finals de 1786, el tercer HMS Pegasus estava estacionat a les Índies Occidentals sota el comandament del llavors capità Horatio Nelson, guanyant tres dels seus quatre honors de batalla. El quart i últim HMS Pegasus va servir com a prototip de vaixell catapulta de caça, originalment encarregat com a HMS Ark Royal, servint principalment com a comboi a la Segona Guerra Mundial.
El nom Pegasus té associacions fora de la Royal Navy, inclòs el motor Bristol Airplane Company que impulsava el Fairey Swordfish i el motor Rolls Royce que impulsava el BAE Sea Harrier. I, per descomptat, el Regiment de Paracaigudistes utilitza el pegàs com a emblema.

### Insígnia

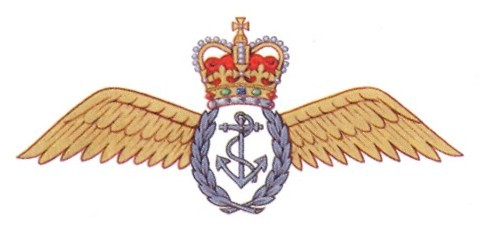
Ales de pilot del Fleet Air Arm

Capità i Pilot del Fleet Air Arm

La FAA és coneguda pel seu ús del 'Fleet Air Arm Zig Zag': un zig-zag blau clar sobre un fons blau fosc.
Es creu que el patró pertanyia al "Perch Club", la pertinença del qual estava restringida a aquells que havien completat 100 aterratges de coberta sense cap accident. Es pensava que la zig-zag s'havia pres d'una línia de rastreig per davant, un patró de cerca paral·lel realitzat per avions de la FAA en un grup de treball de transport.
Avui, el fons blau fosc representa la Royal Navy; el color de la ziga-zaga representa el Royal Flying Corps, del qual va néixer el Royal Naval Air Service; i la forma en ziga-zaga representa un cop d'ull a l'Artilleria Reial (ziga-zaga vermella sobre fons blau), atès que les primeres persones enviades a dalt en globus lligats per detectar la caiguda del tir eren observadors de l'Artilleria Reial. Van ser aquests observadors els primers membres del Royal Flying Corps.
La tripulació de l'avió porten insígnies de vol, com ara els pilots que porten un parell d'ales d'albatros daurades. Les insígnies de les ales també presenten una corona i un àncora encravada al centre, per reflectir l'element marítim del vol realitzat. Les ales es porten a la màniga esquerra dels aviadors navals, a diferència dels seus altres homòlegs de servei.

## Avions
La FAA opera aeronaus d'ala fixa i d'ala giratòria. Utilitza el mateix sistema de designació d'avions que la RAF.

### Ala fixa

#### F-35B Lightning II

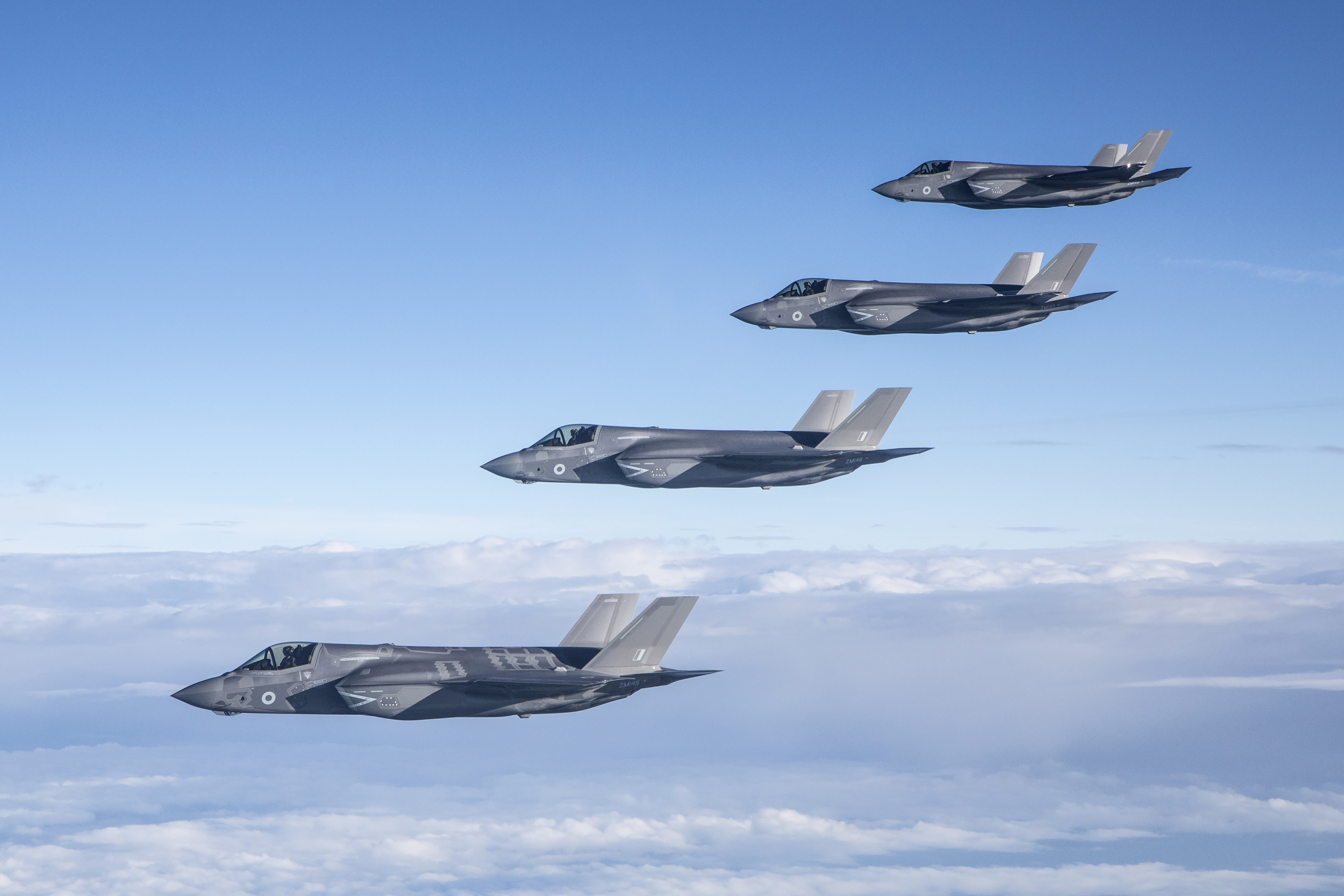
El Fleet Air Arm opera el F-35B des dels portaavions de la classe Queen Elizabeth.

La introducció del F-35B Lightning II va suposar una restauració de les operacions d'ala fixa de primera línia a la FAA després de la retirada del Joint Force Harrier el 2010. La Lightning Force és una formació conjunta RAF-Fleet Air Arm amb tots els F-35B, capaç d'operar des dels portaavions de la classe Queen Elizabeth de la Royal Navy. El primer esquadró de Fleet Air Arm que va operar l'F-35B és el 809 Esquadró Naval Aeri que es va alçar formalment el desembre de 2023, unint-se a altres esquadrons de F-35B dins de la RAF que formalment formen part del grup número 1 de la RAF.
El 2012 es va fer una comanda inicial de 48 cèl·lules per equipar les ales aèries dels dos portaavions de la classe Queen Elizabeth, amb l'operació dividida entre la FAA i la Royal Air Force, com va ser el cas del Joint Force Harrier. El 809 Esquadró Naval Aeri es va anunciar com la segona unitat del Regne Unit a pilotar l'F-35B (la primera va ser el 617è Esquadró de la RAF) i és la primera unitat de la FAA a operar l'avió. S'entén que almenys dos esquadrons de primera línia més s'aixecaran en el futur juntament amb els esquadrons 809, 617, 17) de proves i avaluació i una unitat de conversió operativa numerada per la RAF, creant un total de sis esquadrons, inclosos l'OCU i l'OEU. En virtut de la revisió estratègica de defensa i seguretat del novembre de 2015, el govern del Regne Unit es va comprometre a comprar 138 F-35B, amb almenys 24 disponibles per a l'ús del transportista l'any 2023. Posteriorment, després de la revisió de defensa de 2021, el Primer Lord del mar va indicar que el nou nombre previst havia de ser de 60 avions inicialment i "després potser més", fins a un màxim d'uns 80 per equipar, amb sort, quatre "esquadrons desplegables". L'abril de 2022, el cap adjunt de l'Estat Major de Defensa, el mariscal de l'aire Richard Knighton, va dir al Comitè Select de Defensa de la Cambra dels Comuns que el Ministeri de Defensa estava en discussions per comprar un segon tram de 26 caces F-35B. Els plans per als esquadrons F-35B de primera línia s'havien modificat i ara preveien un total de tres esquadrons (en lloc de quatre) cadascun amb 12-16 avions. En condicions de sobretensió, es podrien desplegar 24 F-35 als portaavions de la classe Queen Elizabeth, però un desplegament rutinari probablement implicaria 12 avions.
El gener de 2019, es va anunciar la capacitat operativa inicial de l'F-35B del Regne Unit amb 18 F-35B lliurats conjuntament al Regne Unit. Al desembre de 2022, 26 avions estaven operatius al Regne Unit i estaven basats a la RAF Marham . Aquests avions es desplegaven regularment per a operacions als portaavions de la classe Queen Elizabeth. Altres 3 F-35 van romandre als EUA per a proves i avaluació.
Mentre que 33 avions F-35B (inclosos 3 o 4 basats als Estats Units) estaven a l'inventari del Regne Unit al març de 2024, l'antic secretari de Defensa del Regne Unit, Ben Wallace, va informar que la RAF i la Royal Navy s'enfrontaven a un repte considerable per proporcionar fins i tot l'existent modesta flota de F-35B amb pilots qualificats. A finals de 2022 només hi havia 30 pilots britànics qualificats (més tres pilots d'intercanvi dels Estats Units i Austràlia) per a l'F-35. El temps d'espera mitjà per als pilots de Typhoon i F-35 en pràctiques de la RAF, després de completar el sistema d'entrenament en vol militar, va ser d'aproximadament 11 i 12 mesos respectivament. Va existir una bretxa més de 68 setmanes entre completar l'entrenament bàsic de vol i començar l'entrenament avançat de jets ràpids. L'escassetat de pilots resultant va ser un factor per retardar la capacitat d'aguantar oportunament el primer esquadró d'armes aèries de la flota (esquadró 809). Al febrer de 2023, el  cap de l'estat major de l'aire, el mariscal en cap de l'aire Sir Mike Wigston, va informar que el nombre de pilots F-35 havia crescut fins a 34 pilots del Regne Unit i 7 més per completar l'entrenament a l'agost de 2023.

#### Formació

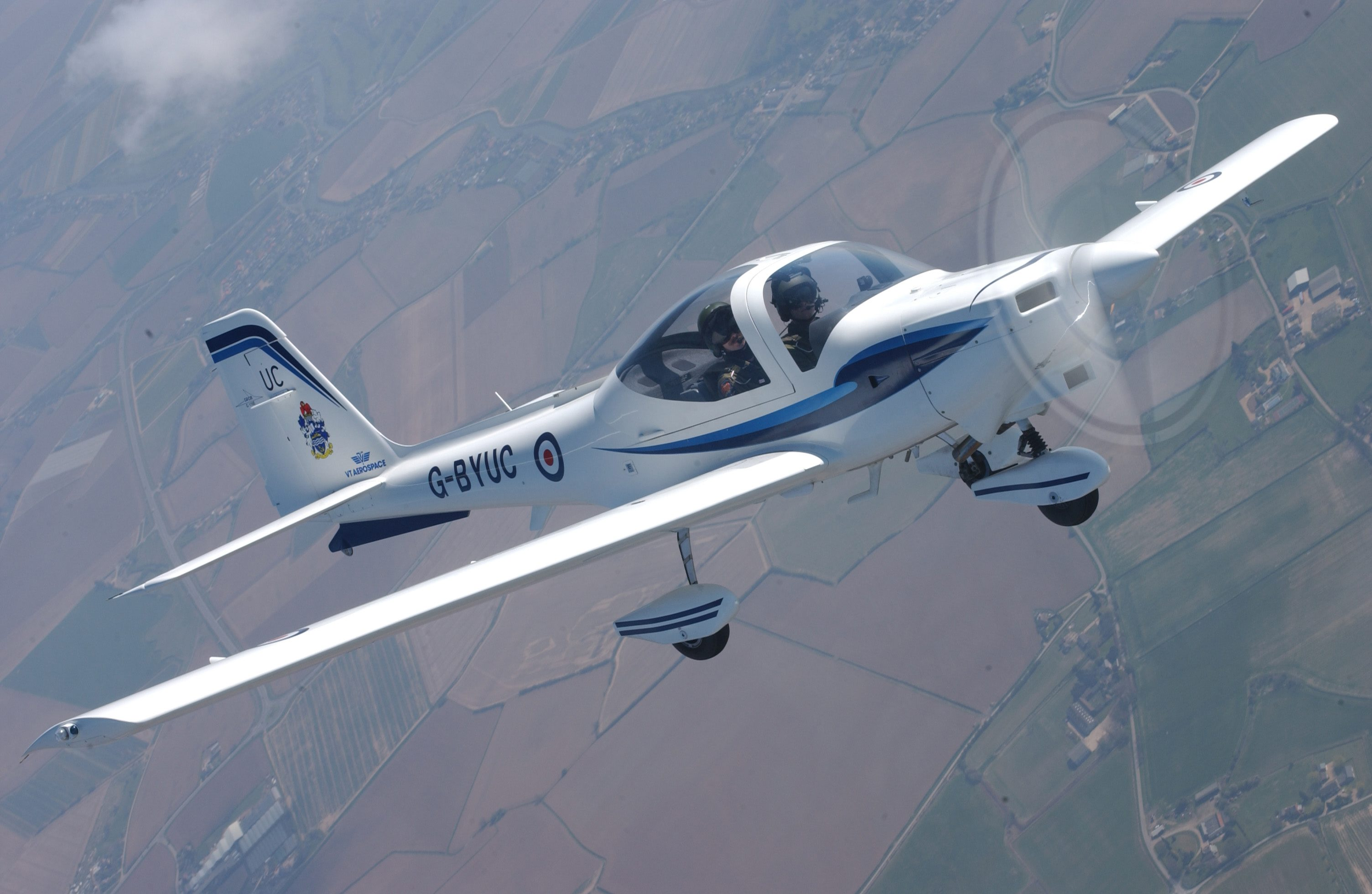
Un Grob Tutor T1 utilitzat per a la qualificació del pilot

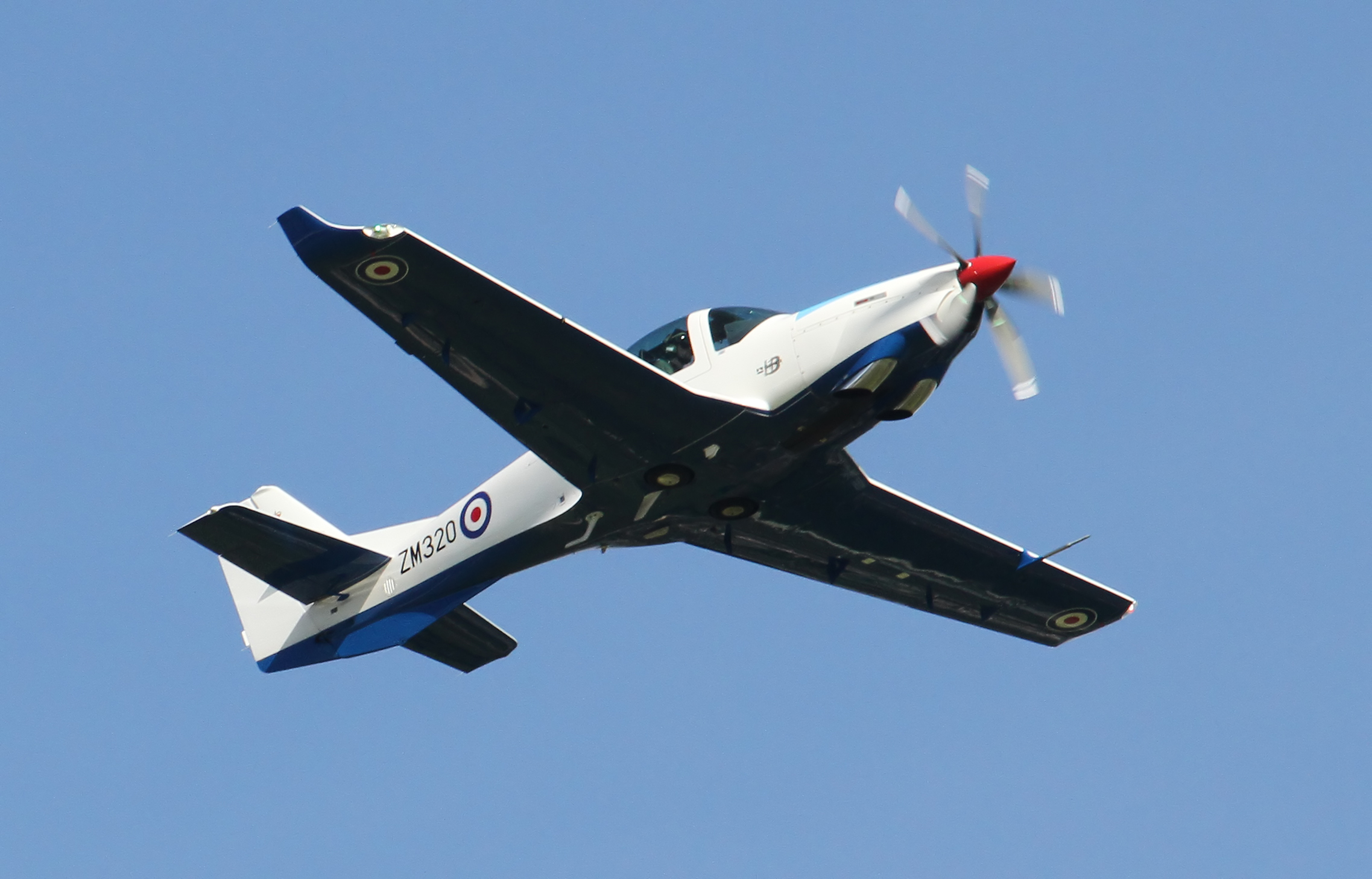
Un turbohélice Grob Prefect T1 utilitzat per a l'entrenament elemental de vol

La FAA opera quatre tipus d'avions d'ala fixa amb finalitats d'entrenament: la qualificació de pilots es realitza mitjançant el Grob Tutor T1. L'entrenament de vol elemental es realitza després al Grob Prefect T1. Des d'allà, els pilots es transmeten a Rotary o Fast-Jet.

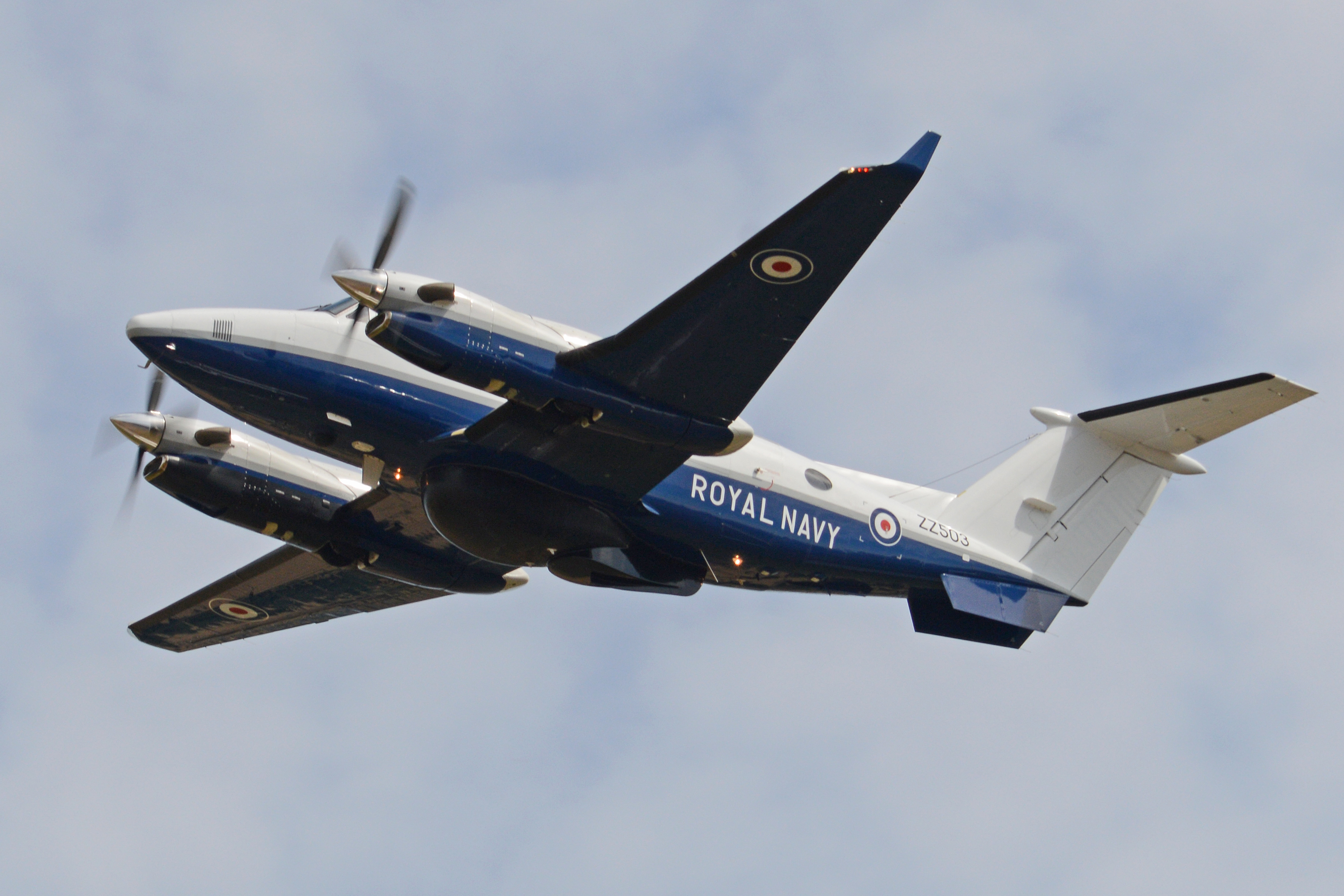
Un Beechcraft Avenger T1 utilitzat per a l'entrenament d'Observer

La qualificació i l'entrenament dels observadors es fa utilitzant quatre Beechcraft Avenger T1 abans que els observadors s'uneixin als seus avions de primera línia.

### Rotativa
Avui la secció més gran de la FAA és la secció d'ala giratòria. Pilots designats per al tren de servei d'ala giratòria sota l'escola d'entrenament de vol número 1 a RAF Shawbury. L'escola és una organització de tres serveis formada per instructors civils i militars (inclosos instructors navals i un esquadró aeri naval) que porten l'estudiant des del vol bàsic fins al vol més avançat, com ara el vol instrumental, la navegació, la formació i la capitania.
Els seus aviadors volen un dels quatre tipus d'helicòpters:

#### Commando Merlin

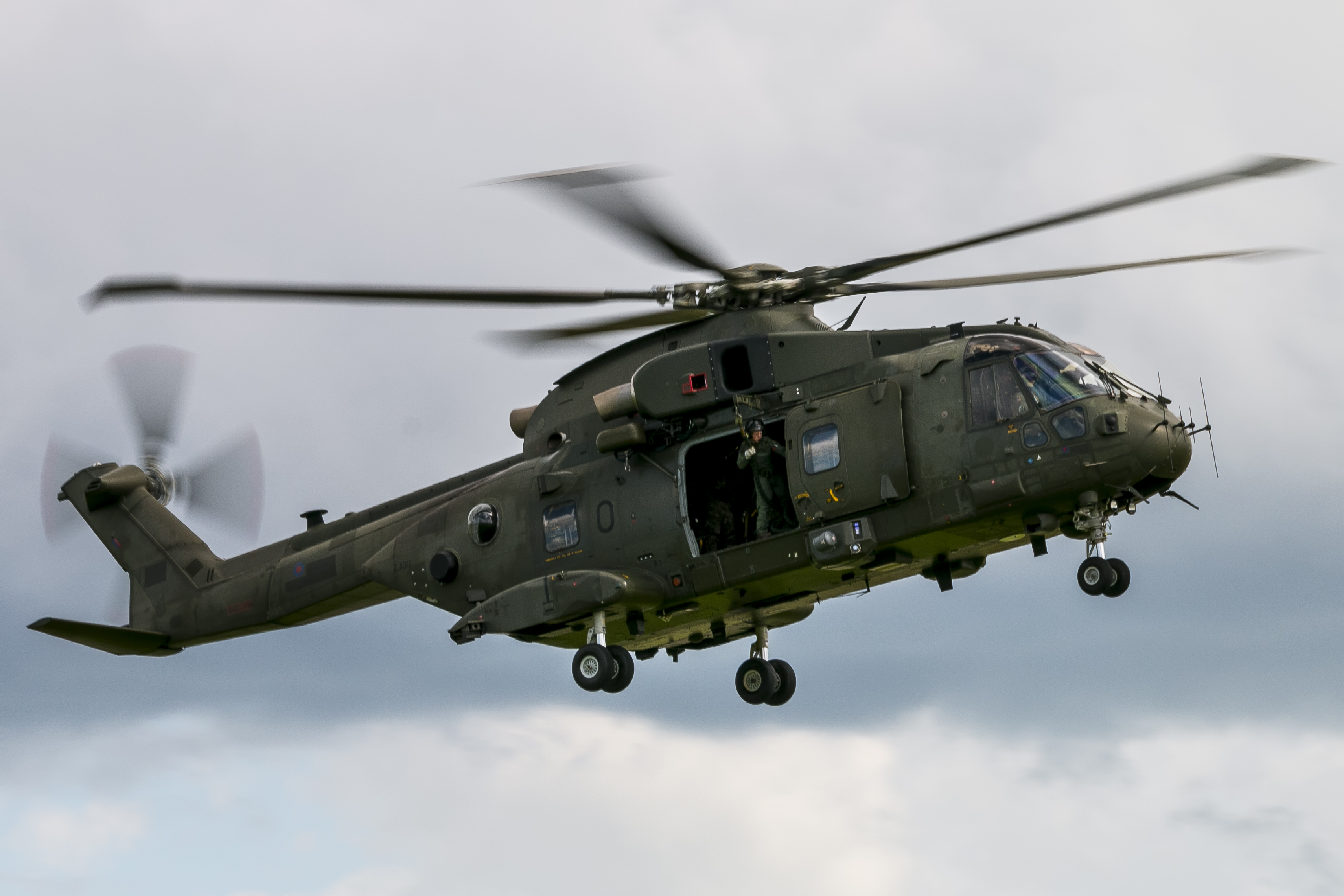
Un Merlin HC3 del Commando Helicopter Force.

L'HC4/4A AW101 Merlin (anomenat "Junglie Merlin") serveix com a elevador mitjà i transport de tropes en suport dels Royal Marines. La FAA va rebre la flota Merlin HC3/HC3A de la RAF, en substitució del Commando Sea King el setembre de 2014. Aquests han estat marinats i substituïts per HC4s/HC4A, en el marc del Merlin Life Sustainment Program (MLSP) que es va contractar el desembre de 2013.

#### Commando Wildcat AH1

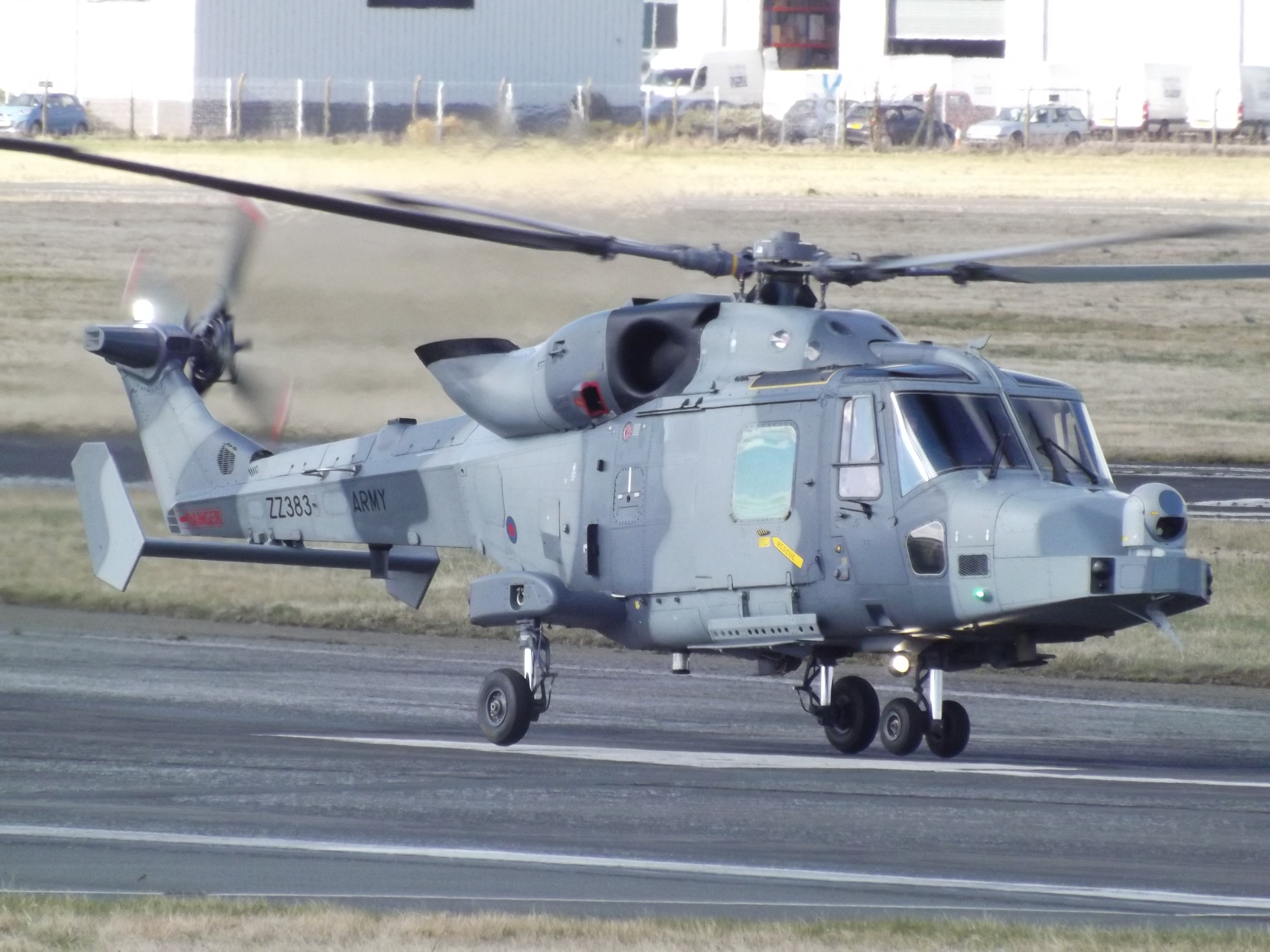
The Wildcat AH1 Battlefield Reconnaissance Helicopter (BRH) utilitzat pel 847 NAS.

L'AW159 Wildcat: el BRH (Battlefield Reconnaissance Helicopter – Helicòpter de Reconeixement de Camp de Batalla) substitueix el Westland Lynx com a helicòpter de reconeixement de la FAA. Juntament amb el Commando Merlin, aquests esquadrons operen sota Commando Helicopter Force, que proporciona suport aeri a la 3a Brigada de Comando dels Royal Marines.

#### Wildcat HMA2

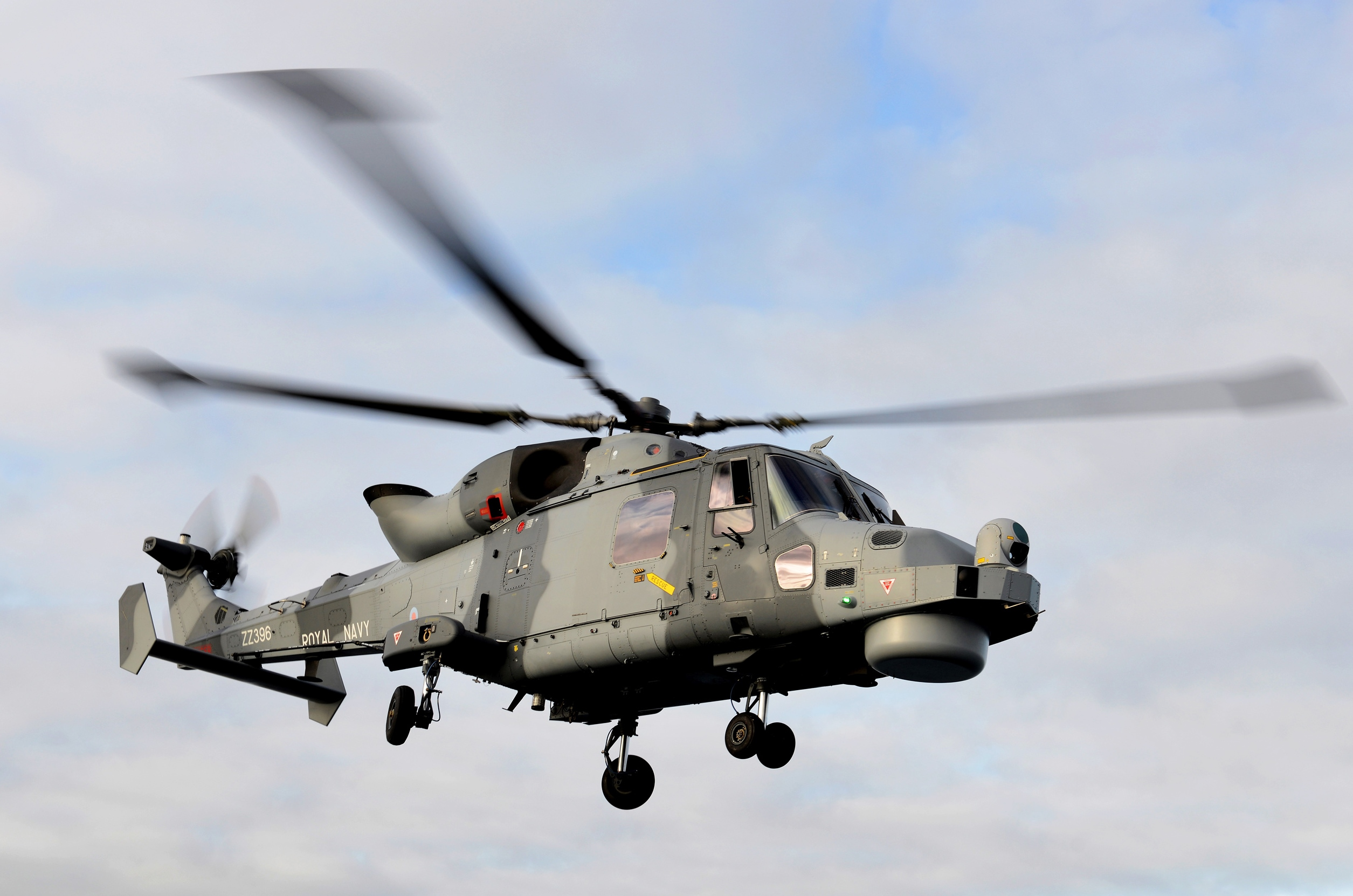
Un Wildcat HMA2 del 700(W) NAS realitzant proves a l'HMS Monmouth.

El Wildcat HMA2 es va convertir en l'helicòpter estàndard per a vaixells petits de la FAA, amb 28 Wildcats que van substituir el Lynx HMA8 el 2017. Vint-i-vuit helicòpters AW159 Wildcat HMA2 realitzen una sèrie de funcions, com ara la guerra antisuperfície i antisubmarina i la vigilància aèria.

#### Merlin HM2

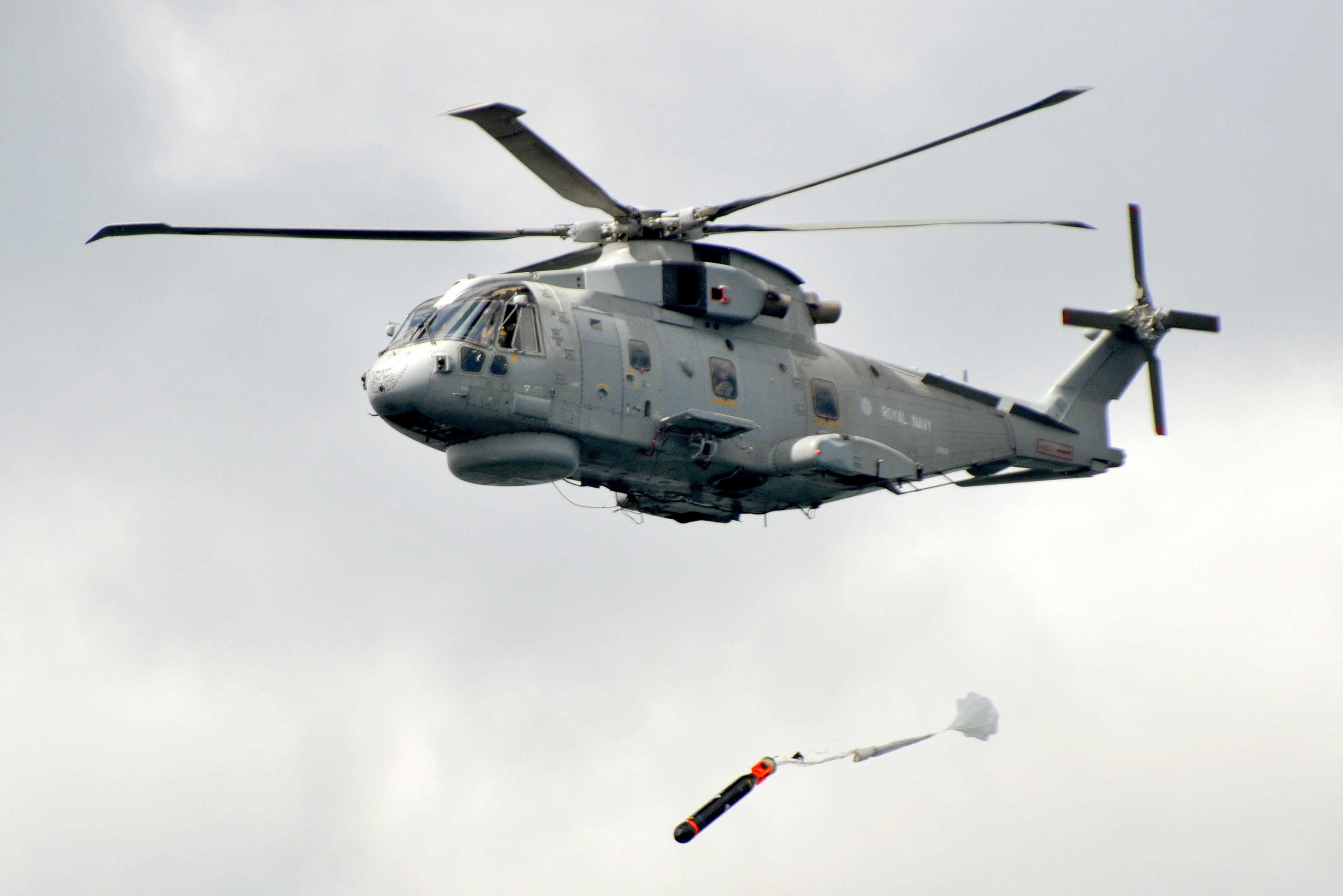
Un avió Merlin HM2 del 824 NAS.

The is the FAA's primary Antisubmarí warfare (ASW) helicopter, having replaced the Sea King HAS6 in the role. It is presently deployed with various ships of the Royal Navy
El Merlin HM2 ("Grey Merlin") és l'helicòpter de guerra antisubmarina (ASW) principal de la FAA, havent substituït el Sea King HAS6 en el paper. Actualment està desplegat amb diversos vaixells de la Royal Navy.
El Merlin HM2 també incorpora una variant d'alerta i vigilància primerenca aerotransportada (AEW), coneguda com Crowsnest, que va substituir la variant ASaC7 del Sea King. El primer vol de prova Merlin HM2 amb Crowsnest es va completar l'abril de 2019. No obstant això, la capacitat operativa inicial del sistema es va retardar significativament. Tot i que el Crowsnest es va desplegar amb el grup de vaga de portaavions del Regne Unit el 2021, va experimentar reptes operatius i finalment va aconseguir la capacitat operativa inicial el juliol de 2023. S'espera una capacitat operativa completa el 2024/25. Tot i que tots els Merlins de la Royal Navy estaran equipats per operar Crowsnest, només s'estan adquirint deu equips per al sistema. S'ha informat que inicialment cinc Merlins estaran equipats amb Crowsnest, tres d'aquests normalment assignats al portaavions d'"alta preparació". Els reptes implicats en el programa Crowsnest han portat la Royal Navy a buscar un reemplaçament per a la seva plataforma AEW basada en helicòpters amb un nou UAV d'ala fixa, sota el Projecte Vixen, per al 2030.

### Sense tripulació
A partir del 2024, la Royal Navy va operar diversos UAV petits, inclòs l'AeroVironment Puma AE. L'inventari de la FAA es va augmentar encara més amb l'addició de l'UAV d'ala giratòria Peregrine que va començar les proves a l'HMS Lancaster l'agost de 2024.

### Futur
S'estan desenvolupant diversos sistemes no tripulats per al Fleet Air Arm, inclosos els UAV d'ala fixa, previstos per a l'operació potencial dels portaavions de la classe Queen Elizabeth. Aquests programes es troben en fase conceptual o de planificació sota un programa conegut com Project Vixen.

### Esquadrons i vols
Un esquadró volant de Fleet Air Arm s'anomena formalment Esquadró Naval Aeri (NAS), un títol utilitzat com a sufix del número d'esquadró. La FAA assigna números de l'interval 700–799 als esquadrons d'entrenament i conversió operacional i números de l'interval 800–899 als esquadrons operatius. Les excepcions al 700–799 inclouen els esquadrons de conversió operacionals que també tenen algun tipus de compromís operatiu on després s'anomenen 800–899. Durant la Segona Guerra Mundial, els rangs de 1700 i 1800 també es van utilitzar per als esquadrons operatius.
| Unitat                   | Tipus               | Avions                                   | Base               | Rol | Notes |
| Esquadrons volants       | Esquadrons volants  | Esquadrons volants                       | Esquadrons volants | Esquadrons volants | Esquadrons volants |
| ------------------------ | ------------------- | ---------------------------------------- | ------------------ | --- | --- |
| 700X Esquadró Naval Aeri | UAV                 | AeroVironment Puma AE, Peregrine ISR UAV | RNAS Culdrose      | Vols a bord del sistema d'aeronaus pilotades a distància                                                                       | Proporciona la funció HQ per als vols de Puma AE i serveix com a unitat d'avaluació per a qualsevol futur sistema d'UAV seleccionat per la Royal Navy, inclòs el UAV Peregrine que va començar les proves a mitjans de 2024 |
| 700X Esquadró Naval Aeri | UAV                 | AeroVironment Puma AE, Peregrine ISR UAV | RNAS Culdrose      | Unitat de proves futures RPAS                                                                                                  | Proporciona la funció HQ per als vols de Puma AE i serveix com a unitat d'avaluació per a qualsevol futur sistema d'UAV seleccionat per la Royal Navy, inclòs el UAV Peregrine que va començar les proves a mitjans de 2024 |
| 703 Esquadró Naval Aeri  | Ala fixa            | Grob Prefect                             | RAF Barkston Heath | Entrenament elemental de vol                                                                                                   | Part de la Joint Elementary Flying Training School (JEFTS) |
| 705 Esquadró Naval Aeri  | Rotativa            | Eurocopter Juno HT1                      | RAF Shawbury       | Formació bàsica i avançada en helicòpter multimotor                                                                            | Part de la 2a Ala Aèria Marítima (dins de l'1 FTS) juntament amb el 660 Squadron AAC i el 202n Esquadró |
| 727 Esquadró Naval Aeri  | Ala fixa            | Grob Tutor T1                            | RNAS Yeovilton     | Qualificació de pilots i experiència aèria/entrenament de vol elemental                                                        | |
| 744 Esquadró Naval Aeri  | Rotativa            | Merlin HM2 Crowsnest                     | MoD Boscombe Down  | Prova operativa i avaluació | Unitat de tres serveis Antigament Esquadró d'Avaluació i Sistemes de Missió i Armament de la RAF |
| 744 Esquadró Naval Aeri  | Rotativa            | Chinook HC5/HC6                          | MoD Boscombe Down  | Prova operativa i avaluació | Unitat de tres serveis Antigament Esquadró d'Avaluació i Sistemes de Missió i Armament de la RAF |
| 750 Esquadró Naval Aeri  | Ala fixa            | Beechcraft Avenger T1                    | RNAS Culdrose      | Avaluació i formació dels observadors                                                                                          | |
| 809 Esquadró Naval Aeri  | Ala fixa            | F-35B Lightning                          | RAF Marham         | Establert a portaavions | Part de la Lightning Force sota el RAF Air Command |
| 814 Esquadró Naval Aeri  | Rotativa            | Merlin HM2                               | RNAS Culdrose      | Guerra antisubmarina (vols de vaixells petits)                                                                                 | Fusionat amb el 829 NAS el 2018 |
| 815 Esquadró Naval Aeri  | Rotativa            | Wildcat HMA2                             | RNAS Yeovilton     | Attack/ASW (vols de vaixells petits)                                                                                           | |
| 820 Esquadró Naval Aeri  | Rotativa            | Merlin HM2                               | RNAS Culdrose      | Guerra antisubmarina (grup aeri portador)                                                                                      | Adscrit als grups aeris de HMS Queen Elizabeth i HMS Prince of Wales Fusionat amb el 849 NAS l'abril de 2020. |
| 820 Esquadró Naval Aeri  | Rotativa            | Merlin HM2 Crowsnest                     | RNAS Culdrose      | Vigilància aerotransportada | Adscrit als grups aeris de HMS Queen Elizabeth i HMS Prince of Wales Fusionat amb el 849 NAS l'abril de 2020. |
| 824 Esquadró Naval Aeri  | Rotativa            | Merlin HM2                               | RNAS Culdrose      | Conversion Formació (Merlin ASW)                                                                                               | Serà responsable de tot l'entrenament de conversió per al Merlin HM2 |
| 824 Esquadró Naval Aeri  | Rotativa            | Merlin HM2                               | RNAS Culdrose      | Entrenament de conversió (Merlin Crowsnest)                                                                                    | Serà responsable de tot l'entrenament de conversió per al Merlin HM2 |
| 825 Esquadró Naval Aeri  | Rotativa            | Wildcat HMA2                             | RNAS Yeovilton     | Formació de conversió (Wildcat)                                                                                                | Format per la fusió del 700W NAS i el 702 NAS l'agost de 2014 |
| 845 Esquadró Naval Aeri  | Rotativa            | Merlin HC4/HC4A                          | RNAS Yeovilton     | Preparació molt alta Elevació mitjana                                                                                          | Part del CHF |
| 846 Esquadró Naval Aeri  | Rotary              | Merlin HC4                               | RNAS Yeovilton     | Preparació extremadament alta elevació mitjana                                                                                 | Part del CHF |
| 846 Esquadró Naval Aeri  | Rotary              | Merlin HC4                               | RNAS Yeovilton     | Entrenament de conversió (Merlin Commando)                                                                                     | Part del CHF |
| 847 Esquadró Naval Aeri  | Rotativa            | Wildcat AH1                              | RNAS Yeovilton     | Reconeixement i suport al camp de batalla                                                                                      | Part del CHF |
| Esquadrons no voladors   |                     |                                          |                    | | |
| 1700 Esquadró Naval Aeri | Ala rotativa i fixa |                                          | RNAS Culdrose      | Activitats de coberta de vol, suport logístic i de restauració, operacions, suport d'enginyeria, fins i tot assistència mèdica | Suport tècnic Antiga Força de Suport a l'Aviació Marítima (MASF) |
| 1710 Esquadró Naval Aeri | Ala rotativa i fixa |                                          | HMNB Portsmouth    | Especialista en reparació, modificació i suport científic d'aeronaus                                                           | Suport tècnic |

Una unitat de vol addicional de la Royal Navy és la Unitat de Suport d'Helicòpters FOST amb seu a HMS Raleigh a Cornualla. Aquesta unitat no forma part del Fleet Air Arm, però està directament sota el control de la Fleet Operational Sea Training, operada per British International Helicopters (BIH).BIH també dóna suport a diversos exercicis de la Royal Navy i de l'OTAN amb serveis de transferència de passatgers i mercaderies i transferències per polipast, per a vaixells que exerceixen tant a l'Atlàntic com al mar del Nord.
La Royal Navy comparteix les tasques operatives i d'entrenament del Lightning II amb la RAF sota una organització de bandera anomenada Lightning Force, que operarà de la mateixa manera que la Joint Force Harrier.
Fins al març de 2019, el Fleet Air Arm tenia la responsabilitat del Royal Navy Historic Flight, una unitat patrimonial d'aeronaus en navegabilitat que representava la història de l'aviació a la Royal Navy. El vol històric es va dissoldre el 31 de març de 2019, amb la responsabilitat de mantenir i operar l'avió transferit a Navy Wings, un organisme benèfic que també gestiona el Fly Navy Heritage Trust.

## Membres notables

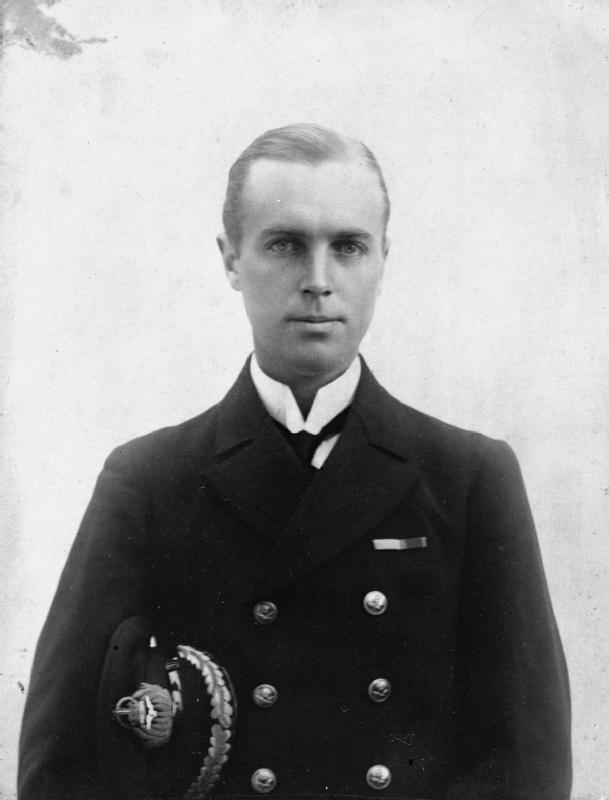
El Vicealmirall Richard Bell Davies, primer aviador naval a rebre la Creu Victòria i primer aviador naval del Fleet Air Arm a assolir el rang de bandera.

- Vicealmirall Richard Bell Davies (1886–1966): el primer aviador naval a rebre la Creu Victòria  i el primer aviador naval del Fleet Air Arm a assolir rang de bandera.
- Vicealmirall Sir Lumley Lyster (1888–1957): va elaborar un pla d'atac el 1935 que es va utilitzar per a la batalla de Tàrent cinc anys més tard
- Almirall Sir Reginald Portal (1894–1983): aviador naval que era el germà petit del mariscal de la Royal Air Force Lord Portal (1893–1971)
- Capità Henry Fancourt (1900–2004): aviador pioner, va tenir una carrera distingida en l'aviació naval fins al 1949. Va treballar per a Short Bros and Hartland.
- Ralph Richardson (1902–1983): actor d'escenari i cinema anglès, es va oferir voluntari com a pilot de la marina durant la Segona Guerra Mundial i va assolir el rang de tinent-comandant a la branca de l'aire.
- Almirall de la flota Sir Caspar John (1903–1984): Primer Lord del Mar 1960–63 i el primer aviador naval britànic a assolir el rang més alt dins de la RN.
- Almirall Sir Walter Couchman (1905–1981): observador naval que també es va guanyar les ales de pilot, va dirigir el pas de la Coronation Fleet Review el juny de 1953.
- Laurence Olivier (1907–1989): actor i director de teatre i cinema anglès, es va oferir voluntari com a pilot de la marina durant la Segona Guerra Mundial i va assolir el grau de tinent a la branca aèria.
- Duncan Hamilton: pilot del Gran Premi anglès i guanyador de les 24 Hores de Le Mans de 1953.
- Tinent Comandant (A) Eugene Esmonde (1909–1942): va ser guardonat pòstumament amb la Creu Victòria per liderar els torpediners Swordfish del 825 Esquadró Naval Aeri en un atac a vaixells capitals alemanys durant el "Channel Dash".
- tinent comandant Roy Sydney Baker-Falkner (1916-1944): va rebre l'orde al Servei Distingit per dirigir l'atac de l'operació Tungstè al cuirassat alemany Tirpitz.
- Michael Hordern (1911–1995): actor, va exercir de controlador de caces durant la Segona Guerra Mundial.
- Jeffrey Quill (1913–1996): oficial de la RAF i pilot de proves de Spitfire (Vickers-Armstrongs) que va servir cinc mesos amb Fleet Air Arm com a T/Lt.Cdr RNVR el 1944–1945, ajudant a desenvolupar millors desembarcaments de coberta amb el Supermarine Seafire, la versió naval del Spitfire.
- Kenneth More ( (1914–1982): actor, incloent pel·lícules com Reach for the Sky i Sink the Bismarck.
- Comandant Charles Lamb (1914–1981): autor de l'autobiografia de la flota aèria de la Segona Guerra Mundial War in a Stringbag.
- Vicealmirall Sir Peter Compston (1915–2000): va servir breument a l'exèrcit britànic, després a la RAF durant dos anys, abans de transferir-se com a pilot a la Royal Navy el 1938.
- Almirall Sir (Leslie) Derek Empson (1918–1997): pilot naval que es va unir a la Royal Navy com a capacitat naval. En la seva cursa de vol, va realitzar 782 aterratges de portaavions sense cap contratemps.
- Contraalmirall Cedric Kenelm Roberts (1918–2011): (sempre conegut com a "Chico") un pilot naval distingit que es va unir a la Royal Navy com a capacitat naval el 1940. Va ser pilot personal del vicealmirall Lumley Lyster el 1943, comandant tres esquadrons aeri navals i va ser abatut durant la guerra de Corea. Més tard, va comandar tres estacions aèries navals i va acabar la seva carrera de vol naval com a oficial de bandera d'entrenament de vol naval 1968–71.[75]
- Tinent comandant Charles Wines ("Charlie Wines") (1917–1991): es va unir a la Royal Navy com a assistent de subministrament, va volar un torpediner Swordfish com a pilot de qualificació a la Segona Guerra Mundial. Encarregat com a pilot l'any 1944, després va passar més de vint anys, en la mateixa feina que un oficial en servei i jubilat, com a oficial de redacció de la FAA i, com a tal, el director de carrera de milers de qualificacions de la FAA.
- Contraalmirall Dennis Cambell (1907–2000): inventor de la coberta de vol angulada per a portaavions el 1951.
- Contraalmirall Nick Goodhart  (1919–2011): inventor del sistema d'aterratge de coberta amb mirall per a portaavions el 1951.
- Capità Eric "Winkle" Brown (1919–2016): ostenta el rècord mundial de la majoria de tipus d'avions pilotats per un individu (487 tipus). Com a pilot de proves va fer el primer jet aterrant en un portaavions el desembre de 1945.
- Tinent comandant John Moffat (1919–2016): va paralitzar el Bismarck el 26 de maig de 1941.
- Almirall Sir John Treacher (1924–2018): pilot naval que va ser ascendit a contraalmirall als 45 anys i va ocupar quatre càrrecs importants de bandera abans de deixar la Royal Navy el 1977, tot i que molts esperaven que esdevingués Primer Lord del Mar a una carrera professional en els negocis. Va estar al capdavant de Westland durant el drama polític de la dècada de 1980.
- Almirall Sir Ray Lygo (1924–2012): pilot naval que es va incorporar a la Royal Navy com a capacitat naval el 1942 i que va assolir Primer Lord del Mar el 1978, va liderar una carrera d'èxit a la indústria i va ser director executiu i vicepresident de British Aerospace a la dècada de 1980.
- Sir George Martin (1926–2016): productor discogràfic de The Beatles.
- Almirall de la flota Sir Ben Bathurst (1936–): Primer Lord del Mar 1993–95 i l'últim oficial de la Royal Navy ascendit al rang de cinc estrelles.
- Contraalmirall Sir Robert Woodard KCVO (c.1939–): aviador naval va comandar dos esquadrons aeris navals, dos vaixells de guerra, una estació aèria naval, la base submarina Clyde i va acabar la seva carrera com a oficial de bandera dels iots reials 1990–95, l'únic aviador al comandament del iot reial, el HMY Britannia.
- Comandant Nigel David "Sharkey" Ward (1943–2024): va comandar el 801 Esquadró Naval Aeri durant la guerra de les Malvines de 1982 .
- Contraalmirall Iain Henderson (c. 1948–): el primer oficial i primer oficial naval que va ocupar el nomenament modern d'oficial aeri al *Comandament del grup 3 2000–01.
- Vicealmirall Sir Adrian Johns (c. 1952–) és el primer aviador naval a ocupar el càrrec de governador de Gibraltar
- Comandant Príncep Andreu, Duc of York (1960–): va servir durant la guerra de les Malvines el 1982 i durant alguns anys després.
- Capità Brian Young (1930–2009): antic pilot de Sea Hawk, més tard va comandar el grup de treball de l'operació Paraquet durant la Guerra de les Malvines.
- John Cecil Moore, pilot anglès, autor i conservacionista. Nascut a Tewksbury el 1907 i va morir Bristol el 1967. Va servir a la Segona Guerra Mundial

Uns 64 pilots navals i nou observadors han assolit el rang de bandera a la Royal Navy i quatre pilots dels Royal Marines al rang de general dels Royal Marines. Quatre d'aquests almiralls amb "ales" de pilot eren oficials d'enginyeria aèria (pilots de prova) i dos eren oficials de subministrament; dos dels oficials no executius van assolir el rang de quatre estrelles: un oficial de subministrament, l'almirall Sir Brian Brown (1934–), i un Royal Marine, el general Sir Peter Whiteley (1920–2016).
Almenys 21 oficials d'enginyers aeri navals (AEO) han assolit el rang de bandera (inclosos els quatre pilots de prova (vegeu més amunt)).